# Фао
Фао (араб. شبه جزيرة الفاو‎) — полуостров в районе, прилегающем к Персидскому заливу на крайнем юго-востоке Ирака, около Басры (Ирак) и Абадана (Иран).
Здесь располагаются ряд важных нефтяных объектов Ирака, прежде всего 2 основных нефтяных терминала: Хор аль-Амайя и Мина аль-Бакр. Особенно важно стратегическое положение полуострова, с которого осуществляется доступ к водному пути Шатт-эль-Араб (а следовательно, доступ в Басру).
Единственным значительным городом на полуострове является Умм-Каср, рыбацкий городок и порт, который был основной морской базой Ирака до вторжения США.
В ходе ирано-иракской войны (1980—1988) полуостров оспаривался из-за своего стратегического расположения на спорной реке Шатт-эль-Араб, а также был местом многих крупных боёв. В 1986 году иранцы воспользовались слабостью иракской обороны на южной оконечности полуострова и захватили его (хотя сам Умм-Каср занять и не удалось).
11 февраля 1986 года иранские войска начали внезапную атаку против иракских войск, оборонявших полуостров. Иракские подразделения состояли в основном из плохо обученных новобранцев, и иранцам удалось занять его.
17 апреля 1988 года иракская армия начала крупную операцию под названием «Рамадан Мубарак», цель которого было освобождение полуострова. Иракские войска имели численное преимущество — со стороны Ирака было примерно 100 тыс. солдат, с иранской стороны — 15 тысяч.
Используя воздушные бомбардировки и химическое оружие, иракцы в конце концов изгнали иранцев с полуострова в течение 35 часов
В 1991 году ходе войны в Персидском заливе основные бои шли на юге и западе полуострова, военные объекты на полуострове подверглись серьёзной бомбардировке со стороны США и их союзников.
В 2003 году во время вторжения в Ирак британская 3-я бригада специального назначения в течение нескольких дней захватила Фао. Тем не менее бои за Умм-Каср продлились гораздо дольше и имелось несколько ложных сообщений британского командования «о взятии Умм-Касра».
В настоящее время[когда?]

 патрулирование ведётся многонациональными силами (в первую очередь американской береговой охраны).